# Electrophaes cryopetra
Electrophaes cryopetra là một loài bướm đêm trong họ Geometridae.